# 亚洲文化 (学报)
《亚洲文化》(Asian Culture) 是新加坡亚洲研究学会出版的一份中英文双语学报。自1983年创刊，至2015年总共出版了39期。学报原为半年刊，1990年改为年刊。
《亚洲文化》以匿名评审的严格要求，发表有关亚洲人类学、艺术、经济、地理、历史、文学、音乐、政治、宗教等领域之研究的高素质学术论文。目前，期刊编辑是南洋理工大学的梁秉赋和新加坡国立大学的谢明达。

## 外部連結
- 官方网站